# Name of the Game (canción de Badfinger)
«Name of the Game» es la sexta canción del álbum de 1971, Straight Up de la banda británica Badfinger. La canción fue escrita por Pete Ham.

## De fondo
Después del lanzamiento de su álbum No Dice, Badfinger comenzó a trabajar en un álbum sin título. Geoff Emerick produjo varias sesiones para las canciones que iban a estar en el álbum, entre ellas "Name of the Game". Fue lanzado como el primer sencillo de este álbum, respaldado con "Suitcase", una canción escrita por Joey Molland, pero, a pesar de los esfuerzos de George Harrison (quien quedó impresionado por la canción), el remix de la canción, el sencillo, así como el resto del álbum, se cancelaron. Esta edición única apareció en algunas reediciones de Straight Up .
Cuando George Harrison volvió a producir un nuevo álbum para Badfinger, una de las canciones en las que trabajó fue "Name of the Game". Sin embargo, a su partida debido al concierto por Bangladés, Todd Rundgren vino a terminar el álbum. Cuando se completó, el álbum, ahora titulado Straight Up, presentó "Name of the Game" al final del lado uno.
"Name of the Game" también apareció como el lado A de un sencillo en Filipinas (respaldado con "Perfection").

## Recepción
«Name of the Game» generalmente ha recibido críticas positivas de los críticos. Stephen Thomas Erlewine de AllMusic calificó a "Name of the Game" como una "balada pop perfecta", mientras que el resumen de Apple Records de Straight Up decía que "Name of the Game" era "épico tanto en sonido como en sentimiento".
«Name of the Game» también fue uno de los favoritos de los miembros de Badfinger. El guitarrista Joey Molland dijo que "Nosotros [los miembros de Badfinger] fuimos todos noqueados por eso". [cita requerida]